# Teatrología
La teatrología o estudios teatrales es un campo de investigación multidisciplinar que examina la práctica teatral en su conjunto, en relación con sus contextos literarios, físicos, psicológicos, sociológicos e históricos. Está basada en teorías tanto de dentro como de fuera del arte dramático y abarca también el estudio de la estética teatral y la semiótica.
Un desarrollo de finales del siglo XX en este área ha sido la teoría etnográfica del teatro, iniciada por la académica rusa Larisa Ivleva, quien estudió la influencia de la cultura popular en el desarrollo del teatro ruso.

## Teatrólogos célebres

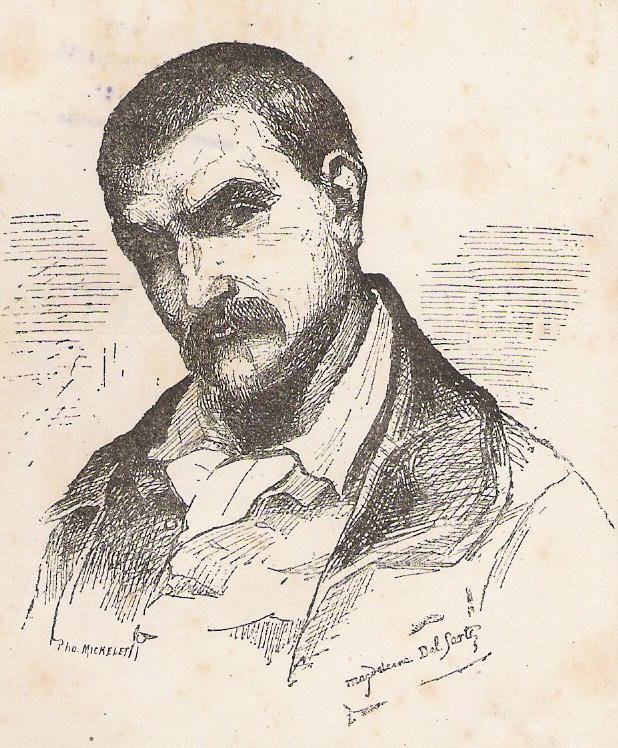
François Delsarte (1811 – 1871).

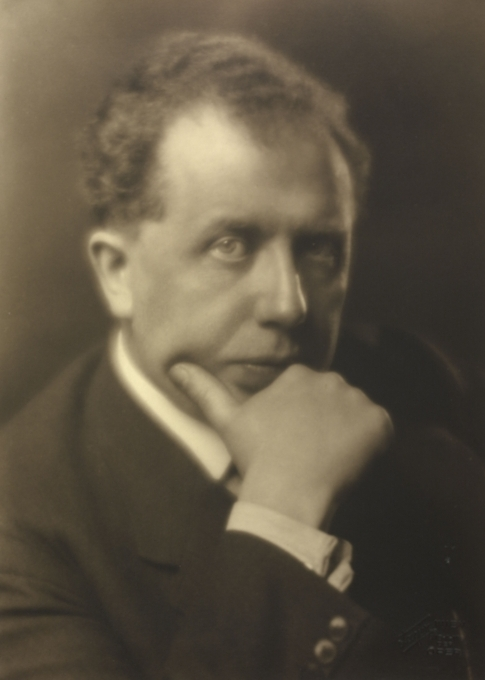
Joseph Gregor (1888–1960).

Debido a la naturaleza interdisciplinaria del campo de estudio, quienes han sido descritos como teatrólogos pueden provenir de universos disciplinares principales diferentes.
- Emil František Burian, escritor, cantante, actor, músico, compositor, dramaturgo y director.[4]
- Jovan Ćirilov, filósofo, dramaturgo y escritor.
- François Delsarte, profesor de interpretación y canto.[5]
- Bernard Dort, crítico teatral.
- Joseph Gregor, historiador del teatro y libretista de ópera.
- John Heilpern, crítico de teatro y ensayista.Estudios de arte polaco, Volumen 3 (1982). Zakład Narodowy im. Ossolińskich, p. 333. ISBN 83-04-00936-6.
- Jean-Pierre Sarrazac, actor y crítico teatral.
- Antoine Vitez, actor, director y poeta.[6]
- Anne Ubersfeld, historiadora y crítica del teatro.

## En la universidad
En Estados Unidos hay hasta 273 universidades que ofrecen licenciaturas y cursos en Estudios Teatrales y Dramáticos. Estos programas proporcionan una formación en distintas áreas del teatro, como la interpretación, la dirección y la escenografía.